# Tracey Gold
Tracey Gold, geboren als Tracey Claire Fisher (New York, 16 mei 1969) is een Amerikaans actrice.

## Carrière
Gold werd een kindster die in haar eerste film speelde in 1976. Gold speelde al in enkele televisieseries, maar die werden al snel stopgezet, voordat ze in de populaire sitcom Growing Pains belandde. Door de rol in de televisieserie, die van 1985 tot en met 1992 duurde, werd Gold een echte ster.
Nadat de serie werd stopgezet, speelde ze in een waslijst aan televisiefilms. Dit doet ze nog steeds.

## Anorexia
Gold is vooral bekend om haar strijd tegen anorexia nervosa. Al toen ze zeven jaar oud was, wilde Gold op dieet. Toen ze elf jaar oud was, had ze de eerste symptomen van anorexia nervosa.
In 1988 kwam Gold aan in gewicht, waar voor de serie Growing Pains veel grapjes over werden gemaakt. In haar autobiografie vertelt Gold dat ze vooral tussen 1989 en 1991 hierdoor extreme eetproblemen kreeg. In 1992 belandde ze na extreem gewichtsverlies in een ziekenhuis.
Toen ze tijdelijk werd ontslagen bij Growing Pains door de ziekte, zag ze in dat alles moest veranderen. In 1994 was ze weer op normaal gewicht.

## Arrestatie
Gold werd op 3 september 2004 gearresteerd nadat ze bij een auto-ongeluk betrokken raakte dat werd veroorzaakt doordat Gold reed onder invloed. Haar man en twee van haar drie kinderen raakten hierbij gewond. Gold kreeg 240 uur taakstraf voor het veroorzaken van dit ongeluk.

## Filmografie
- Biblioteca Nacional de España: XX1297649
- Bibliothèque nationale de France: cb14182119q (data)
- International Standard Name Identifier: 0000 0001 1448 5537
- Library of Congress Control Number: n83123293
- Nationale Bibliotheek van Israël: 987007459831105171
- Virtual International Authority File: 76525063
- WorldCat: E39PBJcKHXX4QJpTMpf7d8mPQq